# Otton de Vermandois
Otton de Vermandois, także Eudes de Vermandois (ur. 985/990, zm. 25 maja 1045) – hrabia Vermandois w latach 1010–1045. Przedstawiciel dynastii Herbertynów, wywodzącej się od Bernarda Longobardzkiego, nieślubnego syna Pepina (syna Karola Wielkiego). Syn zmarłego w 1010 Herberta III de Vermandois i Ermenegardis (prawdopodobnie z Bar-sur-Seine). Między 1010 a 1021 rokiem objął władzę po rezygnacji lub śmierci swego brata Alberta II (zm. prawdopodobnie w 1015). Zmarł w 1045 roku, pozostawiając hrabstwo najstarszemu synowi, Ottonowi.
Otton ożenił się z Adelą z Vexin, córką Ralfa (Raula), hrabiego Vexin, Valois i Amiens oraz Aelis de Bar-sur-Aube. Doczekali się dwójki dzieci:
- Herberta (1032–1080), który został następcą ojca jako Herbert IV (numerowany także Herbert VI jako szósty Herbert w dynastii);
- Ottona (zm. po 1076);
- (niepewne) Szymona, możliwego przodka panów Ham;
- (niepewne) Piotra.